# Норвегия на летних Олимпийских играх 1984
Норвегия принимала участие в Летних Олимпийских играх 1984 года в Лос-Анджелесе (США) в семнадцатый раз за свою историю, пропустив только Летние Олимпийские игры 1980 года, и завоевала две бронзовые и одну серебряную медаль.

## Медалисты
| Медаль  | Спортсмен                          | Вид спорта           | Дисциплина                             |
| ------- | ---------------------------------- | -------------------- | -------------------------------------- |
| Серебро | Грете Вайтц                        | Лёгкая атлетика      | Женщины, марафон                       |
| Бронза  | Ханс Магнус Грепперуд Сверре Лёкен | Академическая гребля | Мужчины, двойки распашные без рулевого |
| Бронза  | Даг Отто Лёуритсен                 | Велоспорт            | Мужчины, групповая гонка               |

## Результаты соревнований

### Академическая гребля
В следующий раунд из каждого заезда проходили несколько лучших экипажей (в зависимости от дисциплины). В финал A выходили 6 сильнейших экипажей, ещё 6 экипажей, выбывших в полуфинале, распределяли места в финале B.
Мужчины
| Соревнование | Спортсмены                         | Предварительный заезд | Предварительный заезд | Предварительный заезд | Отборочный заезд | Отборочный заезд | Отборочный заезд | Полуфинал            | Полуфинал            | Полуфинал            | Финал                | Финал                | Итоговое место       |                      |
| Соревнование | Спортсмены                         | Заезд                 | Время                 | Место                 | Заезд            | Время            | Место            | Заезд                | Время                | Место                | Время                | Место                | Итоговое место       |                      |
| ------------ | ---------------------------------- | --------------------- | --------------------- | --------------------- | ---------------- | ---------------- | ---------------- | -------------------- | -------------------- | -------------------- | -------------------- | -------------------- | -------------------- | -------------------- |
| одиночки     | Ларс Бьонесс                       | 3                     | 7:39,80               | 4                     | 1                | 7:29,01          | 4                | завершил выступление | завершил выступление | завершил выступление | завершил выступление | завершил выступление | завершил выступление | завершил выступление |
| двойки       | Ханс Магнус Грепперуд Сверре Лёкен | 2                     | 6:56,29               | 1 Q                   | не участвовали   | не участвовали   | не участвовали   | 1                    | 6:53,52              | 1 QA                 | Финал A              | Финал A              | 3                    |                      |
| двойки       | Ханс Магнус Грепперуд Сверре Лёкен | 2                     | 6:56,29               | 1 Q                   | не участвовали   | не участвовали   | не участвовали   | 1                    | 6:53,52              | 1 QA                 | 6:51,81              | 3                    | 3                    |                      |

### Футбол
Состав
| №              | Имя                 | Клуб                   | Дата рождения    | Возраст | Игр     | Голов   |
| Вратари        | Вратари             | Вратари                | Вратари          | Вратари | Вратари | Вратари |
| -------------- | ------------------- | ---------------------- | ---------------- | ------- | ------- | ------- |
| 1              | Эрик Торстведт      | Викинг                 | 28 октября 1962  | 21      | 3       | -2      |
| 12             | Ула Бю Рисе         | Русенборг              | 14 ноября 1960   | 23      | 0       | 0       |
| Защитники      |                     |                        |                  |         |         |         |
| 2              | Свейн Фьельберг     | Викинг                 | 12 января 1959   | 25      | 3       | 0       |
| 3              | Терье Коедаль       | Хам-Кам                | 16 августа 1957  | 26      | 3       | 0       |
| 4              | Кнут Торбьорн Эгген | Русенборг              | 1 ноября 1960    | 23      | 3       | 0       |
| 5              | Тронн Сиревог       | Брюне                  | 17 октября 1955  | 28      | 0       | 0       |
| 7              | Пер Эдмунд Мордт    | Волеренга              | 25 марта 1965    | 19      | 2       | 0       |
| Полузащитники  |                     |                        |                  |         |         |         |
| 6              | Пер Эгиль Альсен    | Фредрикстад            | 4 марта 1958     | 26      | 3       | 1       |
| 8              | Кай Эрик Херловсен  | Боруссия Мёнхенгладбах | 25 сентября 1959 | 24      | 3       | 0       |
| 9              | Стейн Гран          | Волеренга              | 20 октября 1958  | 25      | 2       | 0       |
| 10             | Том Сундбю          | Лиллестрём             | 15 декабря 1960  | 23      | 3       | 0       |
| 14             | Эгиль Йохансен      | Волеренга              | 30 апреля 1962   | 22      | 3       | 0       |
| 15             | Ян Берг             | Молде                  | 14 мая 1965      | 19      | 1       | 0       |
| Нападающие     |                     |                        |                  |         |         |         |
| 11             | Стейн Колльсхёйген  | Мосс                   | 16 февраля 1956  | 28      | 1       | 0       |
| 13             | Йоар Водаль         | Лиллестрём             | 2 августа 1960   | 23      | 2       | 2       |
| 16             | Андре Крогсетер     | Лиллестрём             | 12 мая 1961      | 23      | 3       | 0       |
| 17             | Арве Селанд         | Старт                  | 12 декабря 1963  | 20      | 3       | 0       |
| Главный тренер |                     |                        |                  |         |         |         |
| Флаг Норвегии  | Тор Рёсте Фоссен    | Тор Рёсте Фоссен       | 19 апреля 1940   | 44      |         |         |

Результаты
Групповой этап (Группа A)
| М | Команда  | И | В | Н | П | Мячи  | ±  | О |
| - | -------- | - | - | - | - | ----- | -- | - |
| 1 | Франция  | 3 | 1 | 2 | 0 | 5 − 4 | +1 | 5 |
| 2 | Чили     | 3 | 1 | 2 | 0 | 2 − 1 | +1 | 5 |
| 3 | Норвегия | 3 | 1 | 1 | 1 | 3 − 2 | +1 | 4 |
| 4 | Катар    | 3 | 0 | 1 | 2 | 2 − 5 | −3 | 1 |

| 29 июля 1984 19:30 | \| Норвегия \| 0:0 Протокол \| Чили \| | Гарвард Стэдиум, Бостон Зрителей: 25 000 Судья: Давид Соха |
| Норвегия           | 0:0 Протокол                           | Чили                                                       |

| 31 июля 1984 19:00 | \| Норвегия \| 1:2 (1:1) Протокол \| Франция \| \| Альсен 33′ \| Голы \| Бриссон 5′, 56′ \| | Гарвард Стэдиум, Бостон Зрителей: 27 832 Судья: Фолькер Рот |
| Норвегия           | 1:2 (1:1) Протокол                                                                          | Франция                                                     |
| Альсен 33′         | Голы                                                                                        | Бриссон 5′, 56′                                             |

| 2 августа 1984 19:00 | \| Катар \| 0:2 (0:1) Протокол \| Норвегия \| \| \| Голы \| Водаль 21′, 52′ \| | Гарвард Стэдиум, Бостон Зрителей: 17 529 Судья: Бестер Каломбо |
| Катар                | 0:2 (0:1) Протокол                                                             | Норвегия                                                       |
|                      | Голы                                                                           | Водаль 21′, 52′                                                |

Итог: по результатам мужского олимпийского турнира по футболу сборная Норвегии заняла 9-е место.